# 孙载夫
孙载夫（1946年7月20日—2024年1月5日），湖南长沙人，湖南师范学院中文系中国语言文学专业毕业。1977年9月加入中国共产党。历任中共桃源县委副书记（挂职）；湖南省人大常委会副秘书长；邵阳市委副书记、书记；湖南省纪委副书记、省监察厅厅长；湖南省委常委、副书记；省纪委书记；湖南省政协副主席等职。中共十五大、十六大当选为中央纪律检查委员会委员。现任湖南省政协党组副书记。